# Кубок африканських націй 1959
Кубок африканських націй 1959 був другим за рахунком футбольним чемпіонатом серед збірних, які проводить Африканська конфедерація футболу. Турнір проводився в Об'єднаній Арабській Республіці, і три команди брали участь: ОАР, Судан і Ефіопія.

## Країни-учасники
| Збірна                        | Кількість участей у фінальних турнірах | Рік останньої участі | Найкраще досягнення |
| ----------------------------- | -------------------------------------- | -------------------- | ------------------- |
| Об'єднана Арабська Республіка | 2                                      | 1957                 | Переможець (1957)   |
| Судан                         | 2                                      | 1957                 | 3-тє місце (1957)   |
| Ефіопія                       | 2                                      | 1957                 | Фінал (1957)        |

## Стадіон
| Місто | Стадіон               | Місткість |
| ----- | --------------------- | --------- |
| Каїр  | Стадіон Принца Фарука | ?         |

Лише один стадіон залучили до проведення матчів турніру — Стадіон Принца Фарука у столиці ОАР Каїрі.

## Підсумкова таблиця
| Поз | Команда                       | І | В | Н | П | ГЗ | ГП | РГ | О | Result   |
| --- | ----------------------------- | - | - | - | - | -- | -- | -- | - | -------- |
| 1   | Об'єднана Арабська Республіка | 2 | 2 | 0 | 0 | 6  | 1  | +5 | 4 | Чемпіони |
| 2   | Судан                         | 2 | 1 | 0 | 1 | 2  | 2  | 0  | 2 |          |
| 3   | Ефіопія                       | 2 | 0 | 0 | 2 | 0  | 5  | −5 | 0 |          |

| 22 травня 1959 |

| Об'єднана Арабська Республіка                | 4–0    | Ефіопія |
| -------------------------------------------- | ------ | ------- |
| - Ель-Гохарі 29', 42', 73' - Ель-Шербіні 64' | Report |         |

| Стадіон Принца Фарука, Каїр Глядачів: 30,000 Арбітр: Живко Баїч (Югославія) |

| 25 травня 1959 |

| Судан       | 1–0    | Ефіопія |
| ----------- | ------ | ------- |
| - Насір 40' | Report |         |

| Стадіон Принца Фарука, Каїр Глядачів: 40,000 Арбітр: М. Ціссіс (Греція) |

| 29 травня 1959 |

| Об'єднана Арабська Республіка | 2–1    | Судан        |
| ----------------------------- | ------ | ------------ |
| - Бахіг 12', 89'              | Report | - Манзул 65' |

| Стадіон Принца Фарука, Каїр Глядачів: 60,000 Арбітр: Живко Баїч (Югославія) |

| Чемпіон Африки 1959 ОАР (2-й титул) |